# هوکوکامای
هوکوکامای (به ژاپنی: 奉公構) در دوره آزوچی–مومویاما و دوره ادو، نوعی مجازات تحمیل شده به بوکه (سامورایی) و سامورایی بود. معنی کانجی کامائه (構) در این اصطلاح جدا شدن از اجتماع است. طبق این فرمان تا هنگامی که بخشش ارباب قبلی کسب نشود کار کردن برای یک ارباب جدید ممنوع بود و مجازاتی سخت‌تر از تبعید را در پی داشت.

## بررسی اجمالی
هنگامیکه یک سامورایی در هنگام خدمت به یک دایمیو یک جرمی را مرتکب می‌شد و کای‌اکی (مصادره اموال) در مورد او انجام شده بود، یا اینکه از حاضر شدن در محل وظیفه و کار خود (بدون اجازه مافوق) خودداری می‌کرد موظف بود که ابتدا رضایت دایمیو را جلب کرده و سپس در نزد یک دایمیوی دیگر مشغول شود
این حکم در سال چهاردهم تنشو برابر با سال ۱۵۸۶ به نام کانپاکو، تویوتومی هیده‌یوشی، در دوره آزوچی–مومویاما صادر شد. پس از تصویب این قانون برای سامورایی جدا شدن از ارباب و پیوستن به ارباب متخاصم با ارباب قبلی در ولایت‌های دیگر مشکل شد.